# Eleccions legislatives hongareses de 1980
Les eleccions legislatives hongareses de 1980 se celebraren el 8 de juny de 1980 per a renovar els 352 membres de l'Assemblea Nacional d'Hongria. En aquestes eleccions el MSZMP va recuperar 37 diputats al candidats independents. Tot i que era possible que més d'un candidat es presentés en una circumscripció electoral, només 15 de les 352 circumscripcions electorals tenien més d'un.

## Resultats
|                                 |                                 |                                 |                                              |           |       |           |     |
| Partit                          | Partit                          | Partit                          | Partit                                       | Vots      | %     | Escons    | +/- |
|                                 | Front Popular Patriòtic         |                                 | Partit Socialista Hongarès dels Treballadors | 7,462,593 | 99.28 | 252 / 352 | 37  |
|                                 | Front Popular Patriòtic         | Independents                    | 100 / 352                                    | 7,462,593 | 99.28 | 37        |     |
| En contra                       | En contra                       | En contra                       | En contra                                    | 54,070    | 0.72  | –         |     |
| Vots en blanc/nuls              | Vots en blanc/nuls              | Vots en blanc/nuls              | Vots en blanc/nuls                           | 60,738    | 0.80  | –         |     |
| Total                           | Total                           | Total                           | Total                                        | 7,577,401 | 100   | 352       |     |
| Votants registrats/participació | Votants registrats/participació | Votants registrats/participació | Votants registrats/participació              | 7,809,407 | 97.03 | –         |     |
| Font: Nohlen & Stöver           |                                 |                                 |                                              |           |       |           |     |